# The Piper's Tune
Pour plus de détails, voir Fiche technique et Distribution.
The Piper's Tune est un film britannique réalisé par Muriel Box, sorti en 1962.

## Fiche technique
- Titre : The Piper's Tune
- Réalisation : Muriel Box
- Scénario : Frank Wells et Michael Barnes
- Musique : William Davies
- Pays d'origine : Royaume-Uni
- Date de sortie : 1962

## Distribution
- Mavis Ranson : Anna
- Roberta Tovey : Suzy
- Angela White : Maria
- Malcolm Ranson : Thomas
- Brian Wills : Paul
- Graham Wills : Peter
- Christopher Rhodes : Capitaine
- Frederick Piper : Gonzales
- Charles Rolfe : Martinez
- Delene Scott : Joan
- Harold Siddons : Sergent
- Nora Gordon : Theresa
- George Woodbridge : Woodman
- Sydney Bromley : Shepherd